# ناراكا
ناراكا (بالإنجليزية: Naraka)‏ هو مصطلح في علم الكون الهندوسي والبوذي، يشار إليه عادةً بالإنجليزية باسم «الجحيم» أو «المطهر». ترتبط ناراكا البوذية ارتباطًا وثيقًا بـ DIYu، أي الجحيم في الأساطير الصينية. يختلف «ناراكا» كذلك عن جهنم المسيحية أو في الديانات السماوية من ناحيتين: أولاً، لا تُرسل الكائنات إليها كنتيجة لحكم أو عقاب إلهي. وثانياً، طول مدة البقاء فيها ليس أبدية، على الرغم من أنه عادةً ما يكون طويلًا بشكل غير مفهوم، من مئات الملايين من السنين إلى عدد كبير جدا من السنوات.